# Natale a 5 stelle
Natale a 5 stelle è un film del 2018 diretto da Marco Risi.
Il trailer è stato pubblicato il 22 novembre 2018. Il film è uscito nelle sale cinematografiche il 24 dicembre.

## Trama
Il Presidente del Consiglio Franco Rispoli,  un ex commercialista che ha truccato il curriculum, essendo prossime le festività natalizie si reca in missione ufficiale a Budapest assieme al fedelissimo portaborse Walter Bianchini - ex comunista nostalgico migrato all'opposto schieramento politico pur di non perdere il proprio posto di lavoro - per rinforzare ulteriormente i rapporti tra Italia e Ungheria. Alla trasferta in terra magiara prende parte anche una delegata dell'opposizione, l'onorevole Giulia Rossi, la quale ha una relazione extraconiugale proprio con il premier: la tresca rischia di uscire allo scoperto a causa di un inviato de Le Iene, Mariano Tozzi, il quale, vestito da Babbo Natale, cerca di coglierli in flagrante per realizzare lo scoop che farebbe inevitabilmente cadere il governo.
A causa di una finestra difettosa della stanza dove si trovano i due, però, l'inviato viene colpito in testa dalla medesima e sviene, con i protagonisti che lo credono morto. 
A questo punto si creano diverse dinamiche che portano Roberto - marito geloso dell'onorevole giunto sul posto perché pieno di sospetti - a credere che ella lo tradisca con Walter, con quest'ultimo che pur di salvare l'immagine del premier fa credere alla moglie del Presidente (giunta improvvisamente a Budapest per festeggiare il loro anniversario di nozze) di essere innamorato di lei, scatenando le ire di Berta, ex badante della madre di Walter e da sempre innamorata di lui.
Nel frattempo l'inviato si riprende ma perde la memoria, facendo tirare a tutti un sospiro di sollievo che però avrà vita breve, poiché al ricevimento serale che vede protagonisti i premier dei due Paesi, Walter decide di raccontare tutta la verità a Roberto, che a quel punto si scaglia apertamente contro il Presidente del Consiglio nell'occasione venuto anche a sapere del tradimento della moglie proprio con Walter, licenziato immediatamente dal premier e ormai scaricato definitivamente anche da Berta, alla quale aveva chiesto in precedenza di sposarlo. Come se non bastasse, il tutto viene ripreso con una telecamera da Mariano, che dunque riesce nell'intento di screditare il Presidente del Consiglio.
Dopo il ricevimento Walter, avendo perso lavoro e fidanzata, è pronto a gettarsi nel Danubio ma viene prontamente fermato da Franco, che decide di riassumerlo come suo fedele portaborse e di renderlo partecipe di un piano infallibile per poter salvare la faccia e recuperare la dignità persa al rientro in Italia.

## Produzione
Il film è ispirato alla commedia Out of order di Ray Cooney.
È stato girato tra il Lazio e Budapest. 
La pellicola è dedicata a Carlo Vanzina, coautore del soggetto, morto prima della realizzazione del film. 
È il primo cinepanettone prodotto da Netflix.

## Accoglienza
Mymovies.it ha dato al film 2 stelle su 5 soffermandosi sulla poca innovazione del filone dei cinepanettoni: "La sostanza è sempre quella: umorismo di pancia, messa in scena di campi e controcampi, violente strizzate d'occhio all'attualità e un tono generale così sopra le righe da far sospettare che siano mai esistite, le righe".
Per Movieplayer il film non è considerato cinepanettone, ma un nuovo filone del cinema italiano sulla comicità basata sulla politica d'attualità.